# Международна организация на труда
Международната организация на труда или съкратено МОТ (на английски: International Labour Organization, ILO; на френски: Organisation internationale du travail, OIT) е специализирана агенция на Организацията на обединените нации.
Занимава се с трудови теми и въпроси, в частност международните стандарти на труда и достоен труд за всички .

## История, цели и задачи
Организацията е със седалище в Женева, основана е на 11 април 1919 по предложение на френските индустриалци Роберт Оуен и Франсоа Легран от 19 век. Тя е единствената организация преживяла Обществото на народите. Социалната справедливост и защитата на правата на трудещите се е основната мисия на МОТ. Почти всички (185 от 193) членове на ООН са част от МОТ (последно на 14 юли 2011 г. е приет Южен Судан), България е член на организацията от 1920.
Основната идея, залегнала в Устава на МОТ, е „Всеобщия и траен мир може да съществува само на базата на социална справедливост“. По решение на нобеловия комитет, за обезпечаване на световния мир на основата на социална справедливост на МОТ е присъдена Нобелова награда за мир за 1969.
За необходимостта от създаване на МОТ се считат следните причини:
1. политическа – вълна от революции в Русия и други европейски страни: за разрешаване на възникналите в обществото остри противоречия от взривното, насилствено и революционно движение в тези страни, се появява потребността от създаването на МОТ: световна организация, която да има достатъчен международен авторитет и да съдейства за разрешаване на противоречията между различните социални слоеве; да способства за социален прогрес и развитие по еволюционен път, в противовес на надигащите се революции и вълни от насилие по това време;
2. социална – тежки и неприемливи са условията на труд за работещите в това време. Работещите са подлагани на жестока експлоатация и реално липсва социална защита, социалното развитие значително изостава от икономическото и това се отразява негативно върху развитието на цялото обществото;
3. икономическа – опитите на отделни страни за подобрение на условията за работещите довеждат до икономически загуби, повишаване себестойността на продукцията, което в крайна сметка намалява конкуренцията, възниква остра потребност от намиране на приемливо решение на социалните проблеми в повечето страни.

Първият генерален директор и съинициатор са създаване на МОТ е френският политик Албер Тома. През 2012 г. за генерален директор е избран Гай Райдър.
През 1934 г. САЩ и СССР стават членове на МОТ. През 1940 г. във връзка с Втората световна война централата на МОТ временно се мести в Монреал, Канада. Благодарение на това е запазена постоянната дейност на организацията. През 1940 г. СССР прекъсва своето членство в МОТ, а през 1954 г. го подновява. Междувременно членове стават още Беларус и Украйна.
През 1944 г. Международната конференция по труда определя задачите на МОТ в периода след войната. На тази конференция е приета Филаделфийската декларация, която определя задачите. Декларацията става съставна част от Устава на МОТ. Правителството на СССР не приема поканата за участие в конференцията на МОТ. През 1945 г. седалището на МОТ се връща в Женева.
Целите и задачите на МОТ са залегнали в нейния Устав. Действията на МОТ се основават на тристранното представителство – на работници, работодатели и правителство, тъй наречения „трипартизъм“ (тристранност).
МОТ е сред най-старите и най-представителни международни организации. Създадена при Лигата на нациите, тя функционира и до днес, а от 1946 г. става първото специализирано учреждение на ООН. При нейното създаване са участвали 42 страни, а през 2000-те години са 174.

## Органи
- Международната конференция на труда (International Labour Conference) се провежда всяка година през месец юни в Женева. Тя приема международните трудови норми (конвенции и препоръки) и бюджета на организацията и Административния съвет. Страните-членки делегират в най-високия орган на МОТ 4-ма представители – двама представители на правителството, един на представителните организации на работодателите и един на представителните организации на работниците.
- Управителното тяло или Административен съвет (Governing Body) е изпълнителният орган на МОТ. Той се състои от 56 представители (и също толкова заместници), в които също е запазен принципът 2:1:1. 10 от 28-те държави имат постоянни представители поради „голямата си индустриална значимост“ (Бразилия, Великобритания, Китай, Германия, Индия, Италия, Русия, САЩ, Франция, Япония), а останалите 18 се избират от Конференцията на всеки 3 години на географски принцип. Представителите на организациите на работодателите и на организации на работниците се избират персонално. Провеждат се 2 срещи през годината, на които се приемат решения, свързани с политиката на МОТ, изготвя се програмата и бюджетът и се избира генерален директор (с 5-годишен мандат).
- Международното бюро по труда (International Labour Office) изпълнява функцията на секретариат на МОТ и води между другото постоянна статистика на пазара на труда и на трудово-правната ситуация в страните-членки.

В общо 40 офиса на МОТ по целия свят (включително Женева) работят около 1900 души от 110 националности, както и около 600 експерти за отделните региони по програмите на организацията. МОТ разполага с изследователски и учебен център и издателска служба.

## Начин на работа
МОТ приема правно обвързващи конвенции, както и препоръки за страните-членки, засягащи разни области на трудовото право. Те установяват минималните стандарти на основните трудови права, както и други стандарти, регулиращи условията на заетост, труд и социално осигуряване.
Конвенциите подлежат на ратификация от страните-членки и са международни договори, задължителни за изпълнение в случай на ратификация. Препоръките не са юридически акт. Даже в случаи, когато държавата не ратифицира някоя от конвенциите, тя е длъжна по силата на членството си в МОТ и присъединяването си към неговия устав да спазва 4-те основополагащи принципа в сферата на труда, залегнали в декларациите на МОТ от 1998 г.:
- свобода на сдружаване и право на организиране и колективно договаряне;
- забрана на дискриминацията в трудовите отношения;
- премахване на принудителния труд;
- забрана на детския труд.

МОТ внимателно съблюдава спазването на указаните конвенции, ратифицирани с преобладаващо мнозинство в повечето държави по света.

## Основни дейности
Основните цели на МОТ са развиване на социално-икономическия прогрес, повишаване на стандарта на живот и подобряване условията на труд, защита на социалните и икономически права на човека.
Тези цели определят и основните задачи, които могат да се формулират като:
- развиване на политики и програми насочени към развитие и решаване на социално-трудовите проблеми;
- разработване и приемане на международни трудови стандарти под формата на конвенции и препоръки за изпълнение в практиката;
- подпомагане на страните членки за вземане на експертни решения и преодоляване на проблеми, свързани със заетостта, намаляване на безработицата и балансиране на миграционния поток;
- защита на правата на човека (правото на труд, социална защита, колективно договаряне, защита от принудителен труд и дискриминация);
- борба с бедността, подобряване стандарта на живот на работещите, подобряване на социалното им обезпечение;
- подпомагане на обучението и преквалификация на работещите и безработните;
- разработване и осъществяване на програми за подобряване на условията на труд и повишаване на производството, техники за безопасност и хигиена и охрана на труда;
- подпомагане на съвместна дейност между организациите на работниците и работодателите с правителствата за регулиране на социално-трудовите отношения и ефективно решаване на възникналите противоречи;
- разработване и прилагане на мерки за защита на най-уязвимите социални групи и ниско платени слоеве от работници (жени, младежи, възрастни хора, работещи имигранти).

В своята работа МОТ използва различни методи и форми. От тях се отделят 4 основни: 1) развитие на социалното партьорство между правителството, работниците и работодателите (трипартизъм); 2) разработване и приемане на международни трудови стандарти, конвенции и препоръки за тяхното използване; 3) подпомагане на страните в решаването на социално-трудовите проблеми (в МОТ това се нарича техническо сътрудничество); 4) научни изследвания, анализи, както и публикации по социално-трудовите проблеми.
Трипартизмът е основният метод на работа на МОТ, с което МОТ се отличава от другите международни организации. Решенията на всички социално-трудови проблеми могат да бъдат смятани за приети само със съвместното участие и действие на правителството, работниците и работодателите.

## Дейност на МОТ в България
Членството на България в МОТ е от 6 декември 1920 г. Министърът на труда и социалната политика представлява правителството в Международната организация на труда и нейните ръководни органи. През юни 2002 г. България е избрана за титулярен член на Административния съвет за следващите 3 години.
България е сред държавите в първата десетка, които са ратифицирали най-много конвенции от МОТ. Броят на ратифицираните от България ратификации на международни трудови конвенции е 84, от общо 184 конвенции, приети до 2002 г.
България е сред страните в челния списък, ратифицирали пакет от фундаментални конвенции на МОТ за правата на човека в сферата на труда, с което на практика доказва нейната воля за провеждане на активна политка в тази област:
- К29 относно принудителния труд;
- К87 за синдикалната свобода и закрилата на правото на синдикалното организиране;
- К98 за правото на организиране на колективно договаряне;
- К100 за равенството в заплащането;
- К111 относно дискриминацията в областта на труда и професиите;
- К138 относно минималната възраст за приемане на работа;
- К182 за най-лошите форми на детски труд;

През 2002 г. по време на Международната конференция на труда е подписана програма за сътрудничество между България и МОТ за 2002 – 2003 г., в която е планирано сътрудничество в следните основни области:
1. фундаментални принципи и права при работа
2. заетост
3. социална защита
4. социален диалог

България участва и в най-мащабната програма за техническо сътрудничество в рамките на МОТ – Международната програма за елиминиране на детския труд (IPEC). По линия на тази програма са осъществени 2 консултационни мисии. Екип социолози извършва качествено изследване върху размера, териториалното разпределение и характеристиките на детския труд и подготвя Национален доклад за детския труд. В рамките на специално организиран с финансовата подкрепа на ИПЕК семинар е представен доклад, който е обсъден с всички заинтересовани държави, специални партньори на неправителствени организации, занимаващи се с проблемите на децата. Констатацията, че проблемът с децата в България не стои с такава острота, както в някои други държави, не трябва да успокоява. През август 2002 г. е приет Национален план за действие за премахване на най-тежките форми на детски труд.
В средата на 2001 г. стартира 3-годишен проект „Насърчаване за Декларацията на принципите и фундаменталните права при работа“ за България и Румъния. Проектът има за цел да укрепи съответните организации на работниците и работодателите при огледа и осъвременяването на действащото законодателство в областта на свободата на сдружаване и колективното договаряне.
Предвижда се нов съвместен проект на ПРООН/МОТ за Централна и Източна Европа, който да се проведе в Братислава, имащ за цел да се получи по-ясна представа за положението в областта на заетостта. България е подпомогната от МОТ в изграждането на капацитет на МТСП с оглед предприемане на мерки за решаване на проблемите, свързани с младежката безработица. В тази връзка МТСП стартира проект „Повишаване на пригодността за заетост и насърчаване на предприемачеството на младежите“, съставен от 2 модула: „Заетост на младежи с висше образование в публичната администрация“ и „Насърчаване на предприемачеството на младежи“.
Продължен е и дългосрочният проект на МОТ „Обучение за интегрирана инспекция по труда“, финансиран от правителството на ФРГ.
Новата правителствена политика е насочена не толкова към ратифициране на нови конвенции, а в по-голяма степен към строго прилагане на влезлите в сила в България, както чрез усъвършенстване на националното законодателство, така и на практика.